# Refugi de Rialb

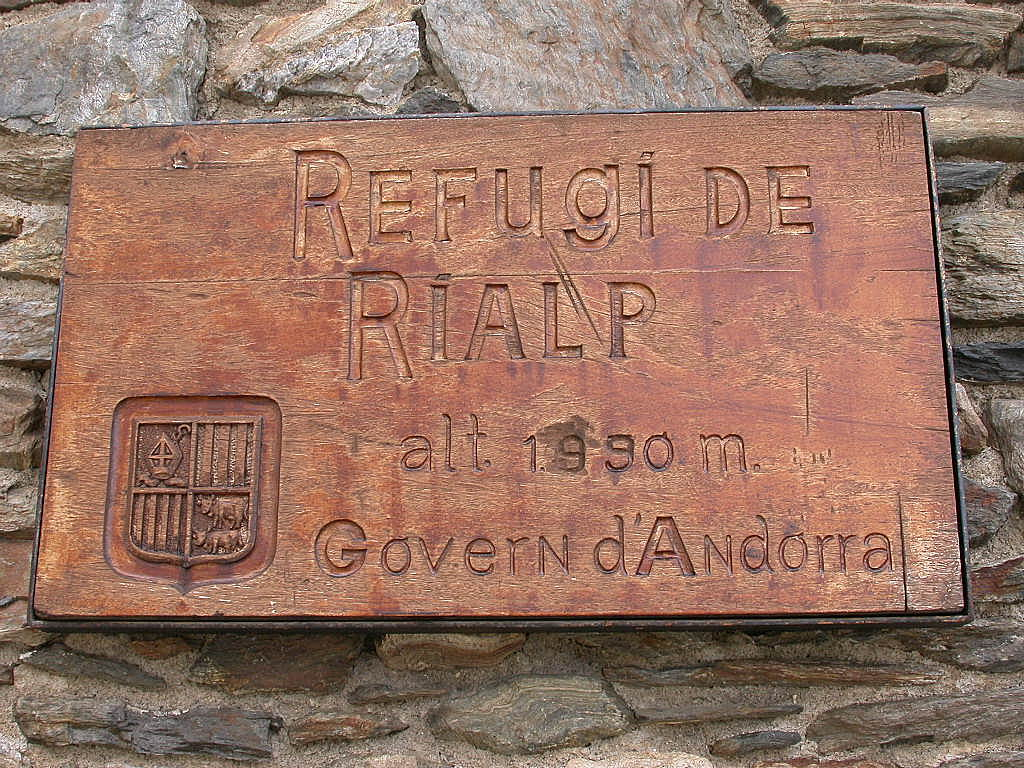
Placa identificativa a l'exterior

El refugi de Rialb o de Rialp és un refugi de muntanya de la Parròquia d'Andorra d'Ordino a 1.990 m d'altitud i a la capçalera de la vall de Rialb i al costat esquerre del riu del mateix nom. El camí surt de l'aparcament de la carretera de Sorteny, just al pont de Puntal, i tot seguint el riu Rialb es passa per la pleta de La Rabassa i per Font Freda fins a arribar al refugi en poc menys d'una hora de recorregut. Aquesta construcció fou inaugurada el 1981 i és propietat del Govern d'Andorra.
Es tracta d'un refugi no guardat i és obert tot l'any, exceptuant la part destinada al vaquer. Te una capacitat de sis a deu persones i disposa de foc a terra, lliteres i taula.